# Lonoke (Arkansas)
Lonoke è una località degli Stati Uniti d'America, capoluogo dell'omonima contea, nello Stato dell'Arkansas.